# World Trade Center (2001–presente)
World Trade Center
O World Trade Center é um complexo de edifícios parcialmente concluído em Lower Manhattan, Nova York, Estados Unidos, substituindo os sete prédios do World Trade Center original no mesmo local que foram destruídos nos ataques de 11 de setembro de 2001. O local está sendo reconstruído com cinco novos arranha-céus, três dos quais foram concluídos, um memorial e museu para os mortos nos ataques e um centro de transportes. O One World Trade Center, o edifício mais alto dos Estados Unidos e do Hemisfério Ocidental, é o principal edifício do novo complexo, alcançando 104 andares após sua conclusão em 3 de novembro de 2014.
Depois de anos de atraso e polêmica, a reconstrução do World Trade Center está agora bem encaminhada. O novo complexo vai incluir o One World Trade Center (anteriormente conhecido como "Torre da Liberdade"), o World Trade Center 7, além de outros três edifícios de escritórios, um museu e um memorial e um centro de transportes semelhante em tamanho ao Grand Central Terminal. As torres WTC 1 e WTC 4 estão em vias de conclusão e ocupação em 2013. O Memorial do 11/9 está completo e o museu abriu em 2013. Os World Trade Center 2 e 3, bem como o centro de transportes, também tiveram progressos e foram concluídos por volta de 2015.

## Histórico
O processo de limpeza e recuperação foi contínuo 24 horas por dia durante um período de oito meses. Os detritos foram transportados do local do World Trade Center para o aterro sanitário de Fresh Kills, em Staten Island, onde o material foi mais analisado. Em 30 de maio de 2002, foi realizada uma cerimônia para marcar oficialmente o fim dos esforços de limpeza.

### Construção
Em 2002, foi iniciada a construção de um novo World Trade Center 7, situado ao norte do local principal do World Trade Center. Uma vez que não fazia parte do plano principal, foi Larry Silverstein capaz de proceder, sem demora, com a reconstrução do World Trade Center 7, que foi concluído e inaugurado oficialmente em maio de 2006; este edifício tinha sido considerado uma prioridade desde o restabelecimento da Consolidated Edison Cos, uma subestação elétrica nos pisos inferiores do edifício, foi necessário para atender às demandas de energia de Lower Manhattan. Uma estação ferroviária temporária no World Trade Center foi inaugurada em novembro de 2003 e será substituída por uma estação permanente projetada por Santiago Calatrava.

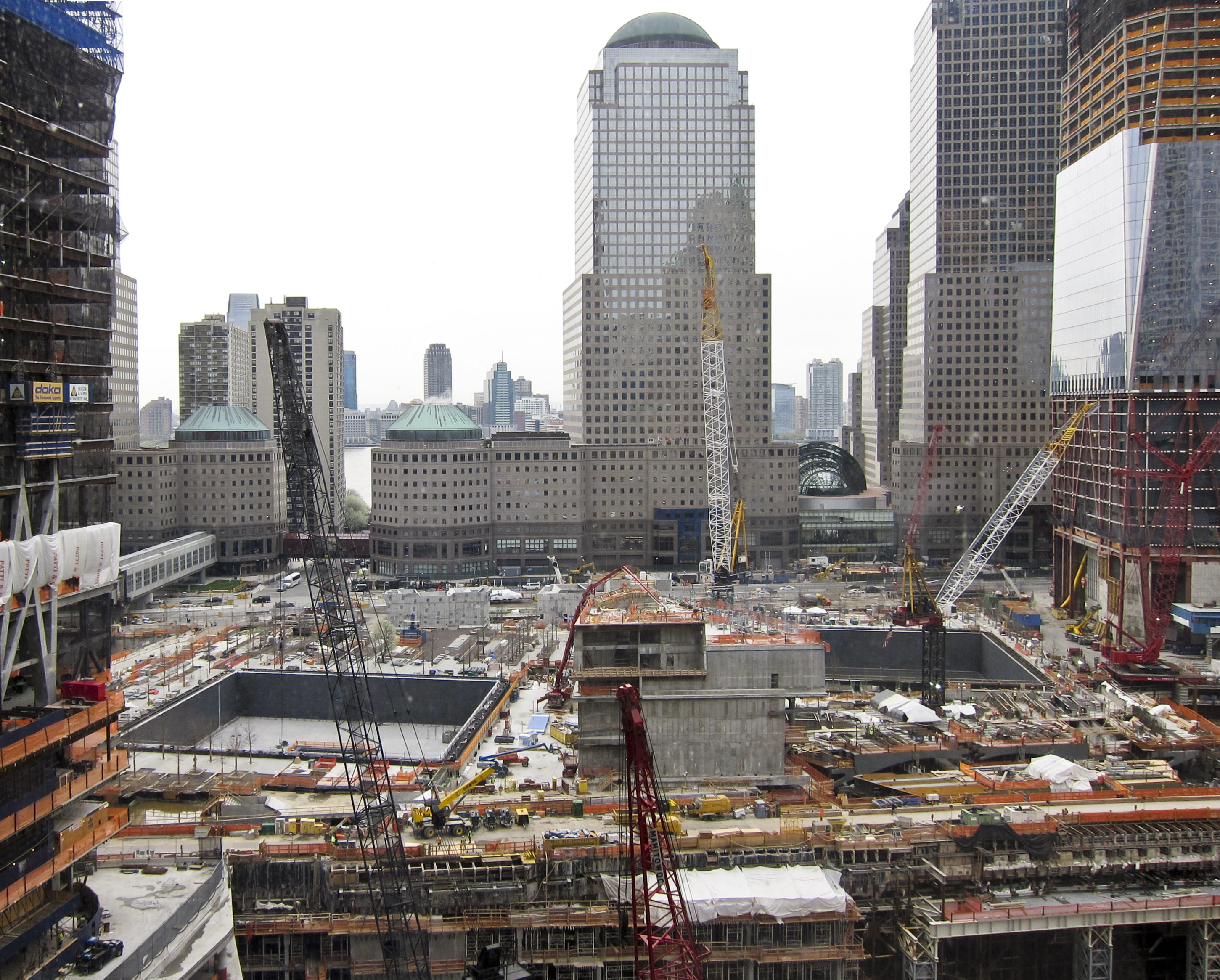
Construção em abril de 2011

O espaço vazio resultante da destruição do World Trade Center, tem inúmeros proprietários, incluindo Silverstein e a Autoridade Portuária, o que significa que o Governador do Estado de Nova York, George Pataki, tinha alguma autoridade sobre o local. Também as famílias das vítimas, as pessoas nos bairros adjacentes, o prefeito Michael Bloomberg e outros queriam participação no local. O governador Pataki estabeleceu a 'Lower Manhattan Development Corporation (LMDC) em novembro de 2001, uma comissão oficial para supervisionar o processo de reconstrução do local.
A LMDC realizou uma concorrência para avaliar os possíveis projetos possíveis para o local. O Memory Foundations criado por Daniel Libeskind foi escolhido como o plano diretor para o local do World Trade Center. O plano incluí a Freedom Tower com 541 metros de altura (agora conhecida como One World Trade Center), bem como um memorial e uma série de torres de escritório. Fora da concorrência para a escolha do projeto do novo World Trade Center, um desenho de Michael Arad e Peter Walker, intitulado "Refletindo Ausência" foi selecionado em janeiro de 2004.

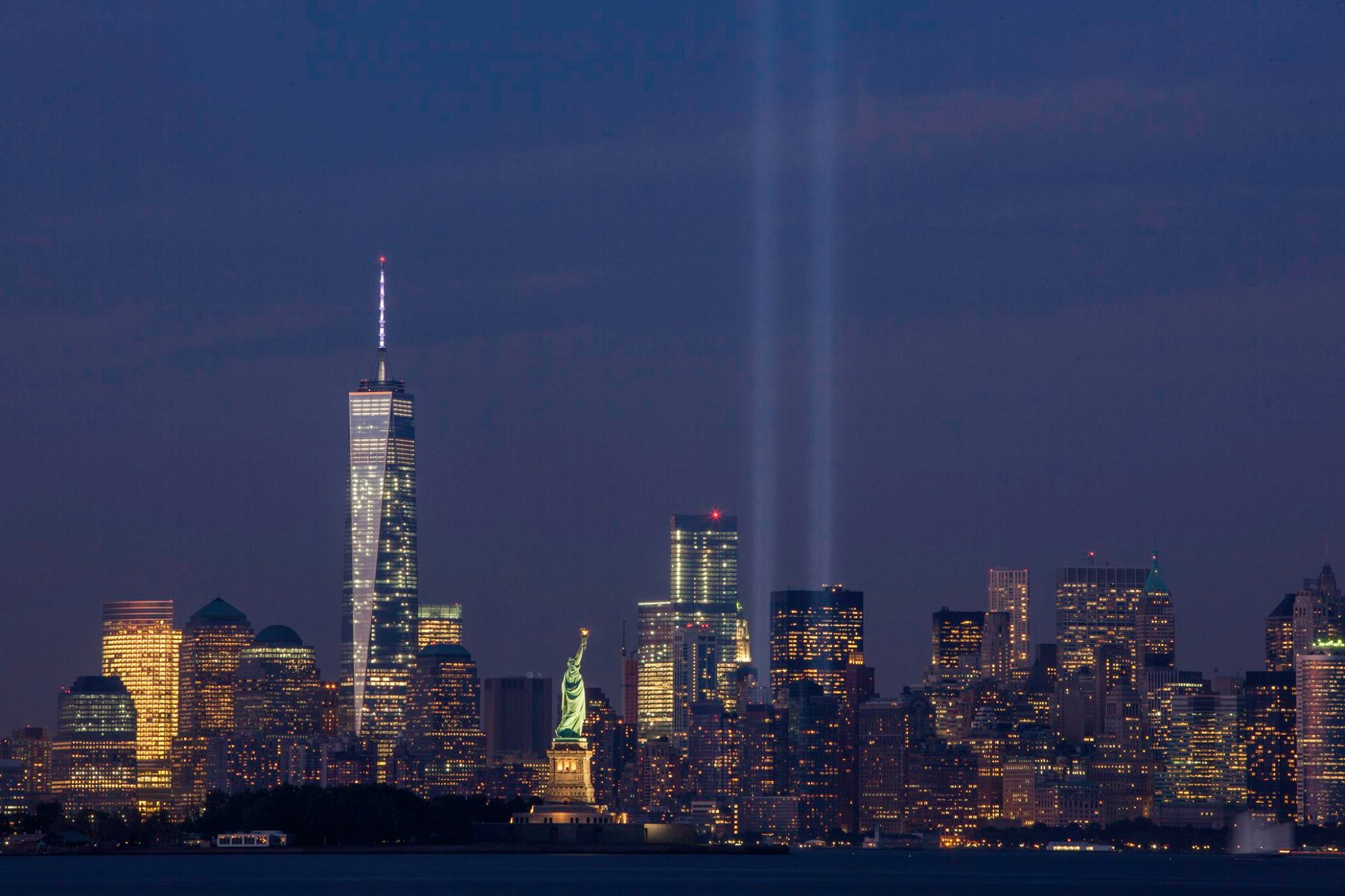
O memorial Tribute in Light em 11 de setembro de 2014, no décimo terceiro aniversário dos ataques, vistos de Bayonne, Nova Jersey. O edifício à esquerda é o novo One World Trade Center.

Em 13 de março de 2006, os trabalhadores chegaram ao local do World Trade Center para remover detritos remanescentes dos ataques e iniciar o trabalho de construção. Isto marcou o início oficial da construção do Memorial & Museu Nacional do 11 de Setembro, embora com controvérsia e preocupações de alguns membros de famílias das vítimas. Em abril de 2006, a Autoridade Portuária e Larry Silverstein chegaram a um acordo em que Silverstein cedeu os seus direitos para desenvolver a Freedom Tower e a Torre Cinco em troca de um financiamento com a Liberty Bonds para a construção das torres Dois, Três e Quatro. Em 27 de abril de 2006, uma cerimônia de início das obras foi realizada para a Freedom Tower.

Em maio de 2006, os arquitetos Richard Rogers e Fumihiko Maki foram anunciados como os arquitetos das Torres Três e Quatro, respectivamente. Os desenhos finais das Torres Dois, Três e Quatro foram apresentados em 7 de setembro de 2006. A Torre Dois, ou 200 Greenwich Street, terá uma altura de total de 410 metros. A Torre Três, ou 175 Greenwich Street terá uma altura total de 383 metros. A Torre Quatro, ou 150 Greenwich Street, terá uma altura total de 288 metros. Em 22 de junho de 2007, a Autoridade Portuária de Nova York e Nova Jersey anunciou que o JP Morgan Chase vai construir a Torre Cinco, com 42 andares, no local antes ocupado pelo Deutsche Bank Building e Kohn Pedersen Fox foi selecionado como o arquiteto responsável pela obra.

Plano de construção do novo complexo do World Trade Center.

Em fevereiro de 2021, um novo design da Torre Cinco foi anunciado, que será desenvolvida pela Silverstein Properties e pela Brookfield Properties. O novo design propõe uma torre alta de uso misto com área de 145 000 m² (1 560 000 ft²) e altura de 270 m (900 ft). A construção está prevista para começar em 2023 e terminar em 2028.

### Inauguração parcial
Em agosto de 2011, o One World Trade Center alcançou 80 andares, com vidro até o 54º andar, a Torre Quatro alcançou 38 andares, com vidro até o 15º, o antigo Deutsche Bank Building foi completamente demolido. O Centro de Transportes do World Trade Center está quase completo. O memorial inaugurado oficialmente aos parentes dos mortos durante os ataques de 11 de setembro de 2001 e para o público em geral em 12 de setembro de 2011. As fundações do World Trade Center 3 estão se tornando visíveis e o edifício será concluído em meados de 2014, se  a Silverstein Properties puder atender aos requisitos estabelecidos pela Autoridade Portuária. A WTC 2 também será concluída dentro do cronograma de acordo com a empresa de construção. Em dezembro de 2011, as fundações do WTC 2 estavam concluídos. Já que muitas empresas norte-americanas e chinesas estão "muito interessado" na locação de escritórios no novo WTC, o World Trade Center 2 pode ser concluído antes do esperado. A gigante Condé Nast Publications concordou em transferir a sua sede para o One World Trade Center e, com essa mudança, espera-se que muitas outras empresas aluguem espaços no complexo.

## Estruturas
| Nome                                  | Imagem | Data do início da construção | Data de abertura       | Altura                                             | Situação atual |
| ------------------------------------- | ------ | ---------------------------- | ---------------------- | -------------------------------------------------- | -------------- |
| One World Trade Center                |        | 27 de abril de 2006          | 3 de novembro de 2014  | 417 metros (1 400 pé) (541,32 metros (1 776,0 pé)) | Completo       |
| 2 World Trade Center                  | —      | 10 de novembro de 2008       | c.2022                 | 403 metros (1 300 pé)                              | Em construção  |
| 3 World Trade Center                  |        | 10 de novembro de 2008       | 11 de junho de 2018    | 329 metros (1 100 pé)                              | Completo       |
| 4 World Trade Center                  |        | 10 de novembro de 2008       | 13 de novembro de 2013 | 298 metros (980 pé)                                | Completo       |
| 5 World Trade Center                  |        | 9 de setembro de 2011        | c.2028                 | 270 metros (890 pé)                                | Aprovado       |
| 7 World Trade Center                  |        | 7 de maio de 2002            | 23 de maio de 2006     | 207 metros (680 pé)                                | Completo       |
| National September 11 Memorial        |        | 13 de março de 2006          | 11 de setembro de 2011 |                                                    | Completo       |
| National September 11 Museum          |        | 13 de março de 2006          | 21 de maio de 2014     |                                                    | Completo       |
| World Trade Center Transportation Hub |        | 26 de abril de 2010          | 3 de março de 2016     |                                                    | Completo       |

## Controvérsias
A construção de um novo World Trade Center foi recebida com várias críticas, que abrangem desde o design da obra até a mudança de nome. O prefeito de Nova Iorque, Michael Bloomberg, afirmou em 2003 que "A Freedom Tower não vai ser o One World Trade Center, será a Freedom Tower." Em 2005, Donald Trump criticou o projeto da Freedom Tower, dizendo que a obra tinha "um design terrível".